# Judges Guild
Judges Guild è una casa editrice di giochi statunitense attiva dal 1976, nota soprattutto per la pubblicazione di supplementi per Dungeons & Dragons tra la fine degli anni Settanta e l'inizio degli anni Ottanta. Il suo prodotto principale, City State of the Invincible Overlord, fu il primo supplemento pubblicato per un gioco di ruolo che descriveva in dettaglio un'ambientazione cittadina.

## Storia
La Judges Guild fu fondata il 4 luglio 1976 da Bob Bledsaw e Bill Owen, due amici che appartenevano allo stesso gruppo di giocatori. Bledsaw, nel dicembre 1975 era stato licenziato dalla General Electric quando questa aveva chiuso la sua fabbrica di Decatur (Illinois) e stava pensando di creare una società per pubblicare il materiale che aveva sviluppato per la campagna di Dungeons & Dragons che gestiva. Owen invece stava lavorando su un wargame sulla guerra di secessione americana. Decisero di condividere il viaggio dalla loro città fino a Lake Geneva (Wisconsin) per visitare la sede della Tactical Studies Rules e proporre i rispettivi prodotti. Alla TSR il gioco di Owen fu rifiutato, invece per quanto riguarda l'idea di pubblicare supplementi per AD&D ricevettero un permesso verbale dallo staff della TSR, che riteneva fosse un prodotto su cui avrebbero perduto soldi perché i giocatori desideravano nuovi giochi, non supplementi per quelli esistenti, e che la TSR non fosse interessata a pubblicare materiale del genere.
Owen e Bledsaw investirono fra i 350 e i 400 dollari per coprire i costi iniziali di stampa del loro primo prodotto, City State of the Invincible Overlord, una grande mappa della città centrale della campagna gestita da Bledsaw, che misero in vendita alla Gen Con IX nell'agosto 1976. Sempre alla convention vendettero dozzine di abbonamenti per una pubblicazione bimestrale di aiuti per il master, della quale la mappa era il primo esempio A questo punto furono contattati dalla TSR con la quale negoziarono una licenza formale e il pagamento dei diritti per poter scrivere sulle copertine il testo Approved for use with Dungeons & Dragons ("Approvato per l'uso con Dungeons & Dragons")
L'abbonamento si concretizzò come una serie di prodotti chiamati Installment numerati a partire dalla lettera "I", poiché il primo numero (la mappa) era stata intitolata Initial Package I, dove "I" stava per Initial. Il secondo numero fu quindi etichettato con "J", quindi "K" ecc., procedendo la numerazione da 15 una volta esaurite le lettere dell'alfabeto e proseguendo fino al numero 26 nel 1981. Il contenuto consisteva di nuove mappe, un libretto di descrizione della mappa e delle sue locazioni ed altro materiale di gioco, tra cui un Judges Guild Mournal, inizialmente un singolo foglio che crebbe rapidamente fino a un giornale in formato broadsheet di sedici pagine che successivamente evolvette in una rivista indipendente vera e propria. Oltre al materiale per gli abbonati iniziò nel 1977 a produrre anche altri prodotti come il Judges Shield che è il primo esempio di schermo del master, The First Fantasy Campaign in cui Dave Arneson presentava per la prima volta in dettaglio la propria ambientazione di Blackmoor e il Campaign Hexagon System un blocco di mappe esagonali bianche per disegnarci le proprie mappe del mondo esterno.
Nel marzo 1978 Owen non riuscendo più a gestire il carico di lavoro della Judges Guild in aggiunta al proprio lavoro regolare vendette la propria quota della società a Bledsaw, rimanendo come consulente esterno della società per qualche anno. Comunque fu un periodo di crescita per la Judges Guild che nel 1978 si trasferì in un ufficio reale (fino ad allora Owen e Bledsaw l'avevano gestita dalle proprie case) e si unì alla società di Chuck Anshell, in precedenza proprietario della Anshell Miniatures, che portò con sé la rivista The Dungeoneer.
Bledsaw contribuì con vario materiale alle appendici della prima edizione della Dungeon Master's Guide per Advanced Dungeons & Dragons ed ottenne l'estensione per la produzione di materiale per D&D anche ad AD&D. Negli anni ottanta aumentò la quantità di avventure prodotte rispetto al materiale di aiuto per il master in generale, con risultati qualitativi altalenanti; anche se alcuni prodotti furono buoni, molti erano di qualità mediocre a causa anche della rapidità con cui erano prodotti.
A partire dal 1978 la Judges Guild diversificò la propria produzione in modo da non dover dipendere unicamente dalla licenza di pubblicazione di materiale per D&D e strinse un accordo con la GDW per produrre materiale per Traveller pubblicando, oltre a uno schermo del master, una serie di mappe di astronavi, diverse avventure e dettagliando il Gateway Quadrant in alcuni manuali. Questo materiale fu però successivamente dichiarato non canonico dalla GDW. Comunque questo materiale vendeva molto meno di quanto non vendessero i supplementi per D&D, ma a causa della rapidità con cui furono prodotti la Judges Guild non si accorse immediatamente del fatto e molto materiale stampato rimase invenduto per anni.
L'altra licenza principale fu quella per RuneQuest della Chaosium per la quale pubblicò sei avventure, oltre a uno schermo per il master. Altre linee per le quali pubblicarono materiale su licenza furono Chivalry & Sorcery (uno schermo del master), alcune avventure per Tunnel e Troll, Superhero 2044, Empire of the Petal Throne e Villains & Vigilantes.

### Il declino
Nel 1980 raggiunge i 42 dipendenti e la sede fu trasferita in una nuova locazione sempre in Decatur, con un magazzino di 1.300 m² e iniziò a migliorare la qualità dei propri prodotti, che erano ancora per la maggior parte impaginati e prodotti ad un livello semiprofessionale, rimasto uguale a quello degli anni settanta e che non era alla pari di quello dei concorrenti Comunque iniziarono i primi problemi, nel settembre 1980 la TSR non rinnovò la licenza per la produzione di materiale per D&D e l'anno successivo non rinnovò neanche quella per AD&D, così che la Judges Guild iniziò a pubblicare supplementi generici piuttosto che ufficialmente compatibili con le linee della TSR. I nuovi supplementi generici continuarono a vendere bene quanto quelli ufficiali, probabilmente in virtù della lunga associazione della Judges Guild con D&D, ma la TSR ostacolò la loro diffusione chiedendo ai distributori di non vendere i prodotti della concorrente se voleva vendere i suoi.
Per ridurre i costi di pubblicazione di The Judges Journal e di The Dungeoneer questi furono combinati in un'unica rivista, ma l'esperimento durò solo pochi numeri e le due riviste chiusero con il numero di febbraio/marzo 1981 per rinascere come Pegasus, una rivista di dimensioni maggiori e con articoli che coprivano tutto il mercato del gioco di ruolo, non solamente i prodotti licenziati dalla Judges Guild, nella speranza di attrarre nuovi lettori.
I problemi continuarono ad accumularsi nel 1982 e 1983, con dimissioni del personale, tentativi di vendere a forte sconto i resti di magazzino e prodotti annunciati e non pubblicati e infine chiuse l'attività tra il 1984 e il 1985. La maggior parte del magazzino fu venduto a Tadashi Ehara proprietario della rivista Different Worlds e alcuni prodotti ceduti a Lou Zocchi della Gamescience in cambio dell'aiuto nel pagare le tasse nell'ultimo anno di attività, ma nel complesso la Judges Guild mantenne i diritti sulle proprie proprietà intellettuali.

### Ricomparsa
Salvo per un breve interludio tra il 1987 e il 1989 quando la Mayfair Games pubblicò su licenza una serie di prodotti basati su City State of the Invincible Overlord e la ristampa di alcuni prodotti da parte della Gamescience, la Judges Guild non fu più attiva fino al 1999 quando Bob Bledsaw la riattivò aprendo un sito web dal quale iniziò a vendere i vecchi prodotti rimasti ancora a magazzino con l'intento di finanziare nuovi prodotti.
Un quattordicesimo numero di Pegasus fu stampato per la Gen Con 1999, ma successivamente la Judges Guild si limitò a licenziare le proprie proprietà, inizialmente nel 2001 alla RPGRealms / QUickLinkInteractive che ristampò Dark Tower e The Treasury of Archaic Names, strinse quindi un accordo con la Necromancer Games che a partire dal 2003 fino al 2006 pubblicò una serie di prodotti della Judges Guild (City State of the Invincible Overlord, la Player's Guide to the Wilderlands, una raccolta in scatola di Wilderlands of High Fantasy e Caverns of Thracia) aggiornati al d20 System
Nel 2006 la Judges Guild annunciò di aver concesso in licenza l'ambientazione Wilderlands of High Fantasy alla Adventure Games Publishing di James Mishler e di Bob Bledsaw stesso che pubblicò Wilderlands of High Adventure (una variante di Wilderlands of High Fantasy) pubblicando un paio di dozzine di manuali usando le regole di Castles & Crusades della Troll Lord Games piuttosto che le regole generiche del d20 System. La Adventure Games Publishing chiuse l'8 marzo 2010.
Sempre nel 2006 concesse in licenza alla Goodman Games e alla Eostros Games la pubblicazione di un'edizione riveduta di The Thieves of Fortress Badabaskor, Citadel of Fire e Dark Tower aggiornati al d20 System. Furono tutti pubblicati nel 2007.
Il fondatore Bob Bledsaw morì di cancro nel 2008. La compagnia fu ereditata dal figlio Bob Bledsaw Jr. Nel 2011 pubblicò Lost Man's Trail, l'ultimo manoscritto a cui aveva lavorato il padre prima della sua morte e il primo prodotto originale dopo 25 anni della compagnia.

## Pubblicazioni

### Advanced Dungeons & Dragons
- (1979). Character Codex. Schede di personaggi ognuno con un ritratto di un personaggio di una class specifica, illustrati da Paul Jaquays[20]
- Paul Karczag (1979). Maltese Clue. Avventura liberamente ispirata al Il falcone maltese[21].
- Michael Mayeau (1979). Operation Ogre[22].
- Paul Jaquays (1980). Dark Tower. Un sotterraneo conteso tra gli adoratori di due divinità[23].
- Allen V. Pruehs e Ree Mooreheaded Pruehs (1980). Escape from Astigar's Lair. Avventura usata al torneo della convention Michicon VII. I personaggi devono riuscire a scappare dalla fortezza di un mago malvagio entro un'ora[24].
- Rudy Kraft (1980). Portals of Torsh. Descrizione di un mondo fantasy/preistorico[25].
- Geoffry O. Dale (1980). Treasure Vaults of Lindoran. Le difese della tomba di un re elfico[26].
- Jon Simon (1981). Dragon's Hall. Avventura in solitario[27]
- Jon Mattson (1981). House on Hangman's Hill. Avventura in una casa infestata dagli spiriti[28].
- Daniel Hauffe (1981). Illhedrin Book. I personaggi devono investigare la torre di un mago alla ricerca di un tomo magico[29].
- Geoffry O. Dale (1981). Inferno. Avventura nei primi quattro livelli dell'Inferto dantesco[29].
- Kevin Nunn (1981). Lara's Tower[30]
- Rudy Kraft (1981). Portals of Irontooth. Descrizione di un mondo fantasy accessibile attraverso un portale[25].
- Rudy Kraft (1981). Portals of Twilight. Descrizione di un mondo fantasy[25].
- Thomas McCloud e Edward McCloud (1979). Temple of Ra Accursed by Set. Avventura in un tempio in stile egizio[31]
- Mike Wilson (1981). Trial by Fire. Avventura introduttiva per personaggi di primo livello[26].
- Mark Harmon (1981). Zienteck[32]
- Michael Mayeau (1983). Book of Ruins. Gli avventurieri mentre attraversano un deserto scorpono nl'ingresso a una torre che devono esplorare. Prodotto in numero limitato (1000 copie) per la convention Dallcon 1983[33].

### Dungeons & Dragons
Installment fu il primo prodotto della Judges Guild, una serie di pubblicazioni indirizzate al master e incentrate soprattutto sull'ambientazione della City State of the Invincible Overlord e delle regioni selvagge che la circondano, che andranno a formare l'ambientazione Wirlderlands. Le pubblicazioni includevano generalmente mappe, descrizioni dei luoghi di interesse, sotterranei, e tipicamente erano compatibili con la prima edizione di Dungeons & Dragons.
- Bob Bledsaw e Bill Owen (1976). Initial Package[34]
- Bob Bledsaw e Bill Owen (1976). Installment J - Thunderhold Installment[35]
- Bob Bledsaw e Bill Owen (1977). Installment K - Campaign Installment[36]
- Bob Bledsaw e Bill Owen (1977). Installment L: Tegel Manor. La mappa di un enorme maniero di 240 stanze[37]
- Gary Adams, Bob Bledsaw (1977). Installment M: Modron. Il villaggio di Modron e un'avventura subacquea.[38]
- Bob Bledsaw e Bill Owen (1977). Installment N: Part I of Wilderlands of High Fantasy. Mappe e descrizione delle regioni selvagge di Barbarian Altanis e delle Glow Worm Steppes. Ristampata insieme alla seconda parte come Wilderlands of High Fantasy nel 1977.[39][40]
- Bob Bledsaw e Bill Owen (1977). Installment O: Part II of Wilderlands of High Fantasy. Mappe e descrizione delle regioni selvagge di Valon e Tarantis[39][40]
- (dicembre 1977/gennaio 1978). Installment P: The Thieves of Fort Badabaskor. Un sotterraneo controllato da una banda di briganti[41]
- (1978). Installment Q: GenCon IX Dungeon[42]
- Bill Davis e Marc Summerlott (1978). Installment R: Village Book I. Le mappe di 48 villaggi e tabelle per generare casualmente gli abitanti, edifici, tipo di governo cittadino[43]
- (1978). Installment S: Citadel of Fire[44]
- Dave Sering (1978). Installment T: Frontier Forts of Kelnore. Descrizione di un forte isolato in una regione selvaggia da usare nella propria campagna[45][46].
- (dicembre 1978/gennaio 1979). Installment U[47]
- Mark Holmer e Bob Bledsaw (1979). Installment V: Part I of Wilderlands of the Magic Realm. Mappe e descrizione dei punti di interesse delle zone di Isles of the Blest e dell'Ebony Coast, quattro grandi mappe di regioni selvagge, composte soprattutto di zone di mare punteggiate da oltre 300 isole. Comprende due mappe. Ristampata insieme alla seconda parte come  Wilderlands of the Magic Realm nel 1980.[40][48]
- Mark Holmer e Bob Bledsaw (1979). Installment W: Part II of Wilderlands of the Magic Realm. Mappe e descrizione dei punti di interesse di Ghinor e della Ament Tundra.[40][48]
- Michael Mayeau (1979). Installment 15: Survival of the Fittest. Avventura giocabile da un gruppo di personaggi senza master[41]
- (settembre/agosto 1979). Installment 16:[49]
- (1979). Installment 17: Mines of Custalcon. Campagna in una zona selvaggia.[38]
- (1979). Installment 18: Tower of Ulission. Avventura in una terra selvaggia che termina al villaggio morto di Ulission[40]
- (1980). Installment 19: Book I: Guidebook to Map 6. Insieme con Installment 20 e 21 costituisce la City State of the World Emperor, una campagna che dettaglia l'antica città di Viridestan[50]
- Michael Mayeau (1978). Dragon Crown. I personaggi devono recuperare un'antica corona per essere lasciati liberi da un drago rosso.[45][51]
- (1980). Installment 20: Book II: Guidebook to Shops[52]
- (giugno/luglio 1980). Installment 21: Book III: Guidebook to City[53]
- (1980). Installment 22: Book I Wilderlands Fantastic Reaches. Mappe e descrizione dei punti di interesse di Isles of the Dawn e delle Southern Reaches[40][54].
- (1980). Installment 23: Book II of Wilderlands Fantastic Reaches. Mappe e descrizione dei punti di interesse di quattro delle Silver Skein Isles e delle Ghinor Highlands[40][54].
- Bob Bledsaw e Dan Hauffe (1981). Installment 24: Temple Book I. Descrizione e mappa di diversi templi.[55]
- Bob Bledsaw, Bill Davis e Mark Holmer (1980). Installment 25: Castle Book II. Cinquanta mappe di castelli[56].

Altre pubblicazioni per D&D furono:
- (1976). Dungeon Tac Cards. Centoquaranta schede che descrivono armi, equipaggiamento e azioni per essere usate come materiale di riferimento durante una partita[45]
- (1977). Judges Shield. Il primo schermo del master in assoluto a essere stato pubblicato.[57]
- Bob Bledsaw (1976). City State of the Invincible Overlord. La prima campagna a dettagliare esaustivamente una città. La seconda edizione (1979) include un sotterraneo con nove livelli e il forte nanico di Thunderhold. La terza edizione completamente riscritta da Jeff R. Leason e Troy Denning include una guida alla città (80 pagine), una storia dell'ambientazione (32 pagine), un'avventura introduttiva (16 pagine) e quattro opuscoli di introduzione alla città a seconda della classe del personaggio e quattro opuscoli con nuove razze per i personaggi (centauri, uomini lucertola, pixie e naga)[58]
- Paul Jaquays (1977). Caverns of Thracia. Avventura con un'ambientazione ispirata alla Grecia antica[59]
- Marc Summerlott e Bob Bledsaw (1978). Citadel of Fire[60]
- (1977). Ready Ref Sheets. Tabelle di riferimento per il master (incontri cauali, livello sociale dei personaggi, ostacoli al movimento, tempi di ricerca magici, ecc.)[41]
- Bob Blake (1978). GenCon IX Dungeon. I personaggi devono infiltrarsi in un sotterraneo e recuperare il bastone di Albalon[61]
- Bill Davis e Bob Bledsaw (1978). Island Book I. Mappe di quarantotto isole[43].
- (1978). Character Chronicle Cards. schede del personaggio stampate su fogli in cartoncino di piccole dimensioni[59].
- Mark Holmer e Bob Bledsaw (1979). Fantastic Wilderlands Beyonde. Descrizione delle mappe del Winderlands[45].
- Paul Jaquays (1979). Book of Treasure Maps. Cinque piccoli sotterranei da esplorare, per ognuno c'è una mappa parziale (che si suppone ritrovata dai personaggi) e una completa per il master[62]
- Paul Nevins e Bill Faust (1979). Verbosh[40].
- Daniel Hauffle e Rudy Kraft (1980). Book of Treasure Maps II. Altri cinque sotterranei[62].
- Bob Bledsaw (1979). Of Skulls & Scrapfaggot Green. Scenario ufficiale per la Gen Con X. Gli eroi devono trovare una reliquia ed usarla per chiudere un portale interplanare[22].
- Bryan Hinnen (1980). Spies of Lightelf. L'area selvaggi di Lightelf[41]
- Dave Emigh (1980). Sword of Hope. Un torneo con premio una spada magica nascosta in un sotterraneo[41]
- Bob Bledsaw, Mark Holmer, Paul Jaquays e Mike Petrowsky (1980). Unknown Gods. Descrizione di ottantre divinità, tutte illustrate da Paul Jaquays[40].

### RuneQuest
Prodotti su licenza per la seconda edizione di RuneQuest
- Rudy Kraft (1979). Broken Tree Inn. Copertina di Paul Jaquays[63]
- Paul Nevins e Bill Faust (1980). City of Lei Labor[63]
- Paul Jaquays (1979). HellPits of NightFang[64]
- (1980). RuneQuest Judges Shield. Schermo del master. Le tabelle contengono molti errori.[65]
- Rudy Kraft (1980). Duck Pond. Copertina di Kevin Siembieda[63]
- Paul Jaquays e Rudy Kraft (1980). Legendary Duck Tower and Other Tales[64]

### Traveller
Prodotti su licenza per Traveller
- (1978). Traveller Referee Screen. Schermo per il master[66].
- Dave Sering (1979). Starships and Spacecraft. Mappe di tre astronavi[67].
- Dave Sering (1979). Traveller Log Book. Riassunto della creazione del personaggio più altre tabelle di riferimento[68].
- Ken Simpson (1980). Ley Sector[69]
- Dave Sering (1980). Tancred. Dettagli su un pianeta in rivolta contro un governo aristocratico[70]
- Dave Sering (1981). Amycus Probe. Esplorazione di un'antica rovina[71]
- Dave Sering (1981). Crucis Margin[72]
- Ray Harms, Michael Reagan e Dan Hauffe (1980). Darthanon Queen. Tre miniavventure a bordo di una nave mercantile[72].
- Dave Sering (1981). Doom of the Singing Star. Scenari a bordo di una nave da crociera[73]
- Dave Sering (1981). Fifty Starbases[74]
- Dave Sering e Steve Crow (1981). Glimmerdrift Reaches. Descrizione di un settore stellare[75]
- Dave Sering (1981). Maranantha-Alkahest Sector[69]
- Walter e Dorothy Bledsaw (1981). Marooned on Ghostring. Naufragio su un pianeta sconosciuto[69]
- Dave Sering (1981). Navigator's Star Charts. Griglia in bianco per mappare settori stellari[76]
- Dave Sering (1981). Rogue Moon of Spinstorme. Seguito di Amycus Probe[77]
- Dave Sering (1981). Simba Safari.[78]
- Walter e Dorothy Bledsaw (1981). Waspwinter. Dettagli su un pianeta[68]
- Dave Sering (1982). Corsairs of the Turku Waste. Miniavventure incentrati su navi corsare[72].
- Bil Paley (1982). DRA'K'NE Station[73]
- Dave Sering (1982). Darkling Ship. Scenario a bordo di una Nave generazionale[72].

### Tunnel e Troll
Prodotti su licenza per Tunnel e Troll
- Ken St. Andre (1980). Toughest Dungeon In the World. Scenario giocabile in solitario in cui si può interpretare sia l'avventuriero, che uno dei mostri del sotterraneo.[79]
- George R. Paczolt (1982). Rat on a Stick.[79]
- Glen Rahman (1983). Jungle of Lost Souls[80]

### Supplementi fantasy generici
Dopo aver perso la licenza per pubblicare prodotti per Dungeons & Dragons continuò a pubblicare supplementi fantasy generici.
- Rudy Kraft e Edward R.G. Mortimenr (1982). Book of Treasure Maps III[56]
- John Mortimer (1982). Caves and Caverns. Mappe di caverne più una tabella per la generazione casuale di nuove mappe[81]
- Mark Wilson (1982). Corsairs of Talibar. Gli eroi devono scoprire cosa c'è dietro alla conversione del principe a una nuova religione[82]
- Derek Watson (1982). Demons of Dundurn. Avventura in una città portuale[82]
- Bill Pixley e Diane Mortimer (1982). Druids of Doom[83]
- Bill Paley e Edward R.G. Mortimer (1982). Fantastic Personalities[83]
- (1980). Fantasy Cartographer's Field Book[83]
- Scott Fulton (1981). F'dech Fo's Tomb[84]
- Dragon's Byte (1982). Field Guide to Encounters. Supplemento generico science fantasy[85]
- Dave Arneson (1983). First Fantasy Campaign. La prima descrizione dettagliata di Blackmoor[84]
- Dave Sering (1978). Flotilla One. Le mappe di Sea Steeds & Wave Riders senza il libretto di accompagnamento[86]
- Edward R.G. Mortimer (1981). Glory Hole Dwarven Mine. Una miniera abbandonata dai nani.[86]
- Edward R.G. Mortimer (1981). Heroic Expeditions. Due scenari all'aperto.[87]
- Greg Geilman (1983). In Search of Kelandor's Gold[87]
- Bob Bledsaw (2010). Lost Man's Trail[19].
- Charles Wilson (1981). Masters of the Mind. Regole per poteri psionici[88]
- Bryan Hinnen e Dan Haufle (1982). Pirates of Hagrost[89]
- Edward G. Mortimer (1982). Prey of Darkness. Un sotterreno abitato da orchi e briganti[90].
- Scott Fulton (1981)Ravenscrag[90].
- Scott Fultron (1981). Restormel[90].
- Dave Sering (1978). Sea Steeds & Wave Riders. Piani di venti differenti navi e imbarcazioni[91]
- Bryan Hinnen e Dan Hauffe (1982). Shield Maidens of Sea Rune. Descrizione di una zona costiera controllata da predoni marini.[91]
- Bob Bledsaw (1983). Tarantis. Campagna incentrata sulla città portuale del titolo.[37]
- Corey Cole (1981). Tower of Indomitable Circumstance[92]
- Bill Owen e Bob Bledsaw (1978). Treasury of Archaic Names[43]
- Bill Davis e Marc Summerlott (1978). Village Book II[43]
- Bryan Hinnen (1982). Witches Court Marshes. Campagna ambientata in una palude[93]
- Rudy Kraft (1982). Wondrous Relics[93]
- Joseph Weingand (1982). Wondrous Weapons[93]
- Scott Fulton (1982). Wraith Overlord: Terror Beneath the City State[93]

### Supplementi per fantascienza generici
- (1980). Astrogators Chart Book. Guida per il master alla stesura di mappe stellari[94]
- (1980). Laser Tank. Schemi per carri armati futuristici per l'uso in wargame o giochi di ruolo[94]
- Dave Sering (1982). Port O' Call: Tarlkin's Landing. Avventure in una città del futuro in declino[94].

### Altri
- Robert Bingham (1980). Hazard. Avventura per Superhero 2044[95]
- Michael J. Mayeau (1981). Nightmare Maze of Jigresh. Avventura per Empire of the Petal Throne.[96]
- Rudy Kraft (1981). Break in at Three Kilometer Island. Avventura per Villains & Vigilantes[94]

### Wargame
- Jim Allen, Dave Petrowsky (1978). War Cry. Regolamento di wargame storico dal periodo antico fino al Medioevo[97]
- Marc Summerlott (1982). City State Warfare. Wargame fantasy.[98]
- Marc Summerlott (1982). Imperial Infantry Squad. Wargame di fantascienza[99]